# Širokotrupý letoun

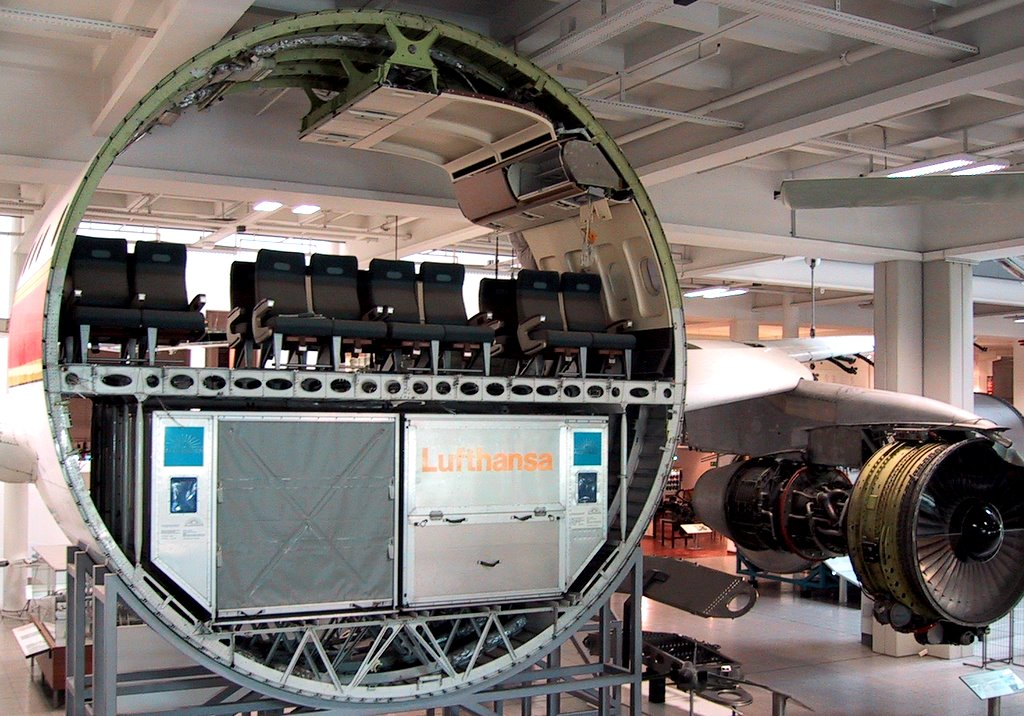
Průřez širokotrupým Airbusem A300

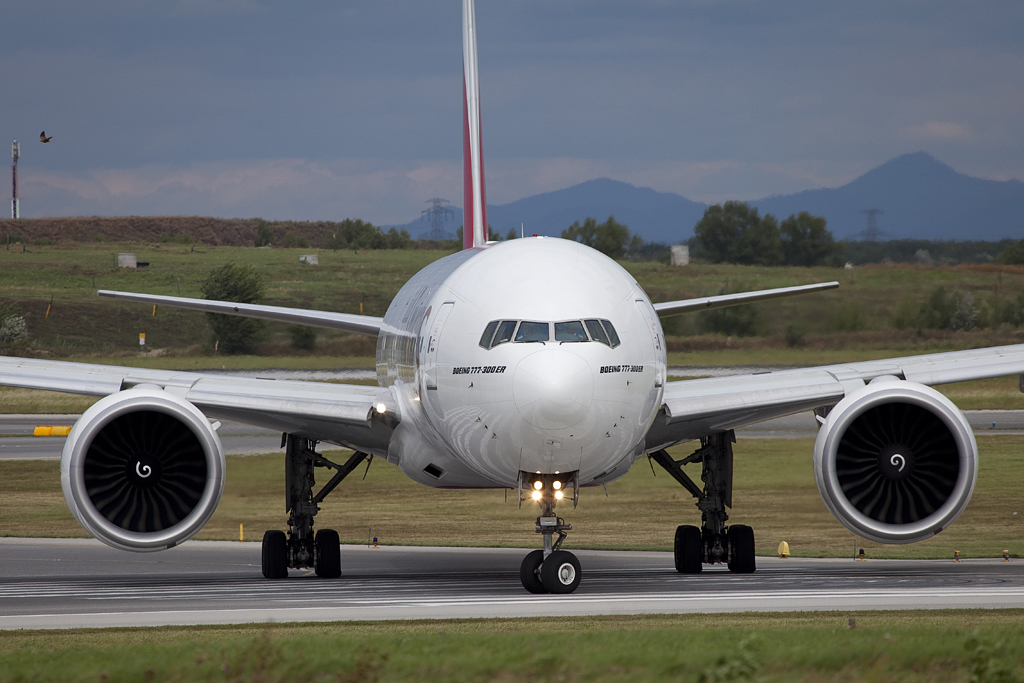
Širokotrupý letoun Boeing 777-300ER Emirates zepředu

Širokotrupý letoun (anglicky wide-body aircraft) nebo také letadlo se dvěma uličkami je letadlo, které má v turistické třídě v řadě 7 a více sedadel pro cestující a má typicky trup široký 4 až 7 metrů. Je to opak úzkotrupého letounu, který má pouze jednu uličku. Širokotrupé letouny začaly vznikat pro větší komfort cestujících, více přepraveného nákladu a lepší ekonomičnost.

## Historie
První širokotrupý letoun na světě byl americký Boeing 747, který představila firma Boeing světu v roce 1970. Následovaly třímotorový proudový McDonnell Douglas DC-10 a Lockheed L-1011 TriStar. Všechny tyto tři letouny přinesly revoluci do letectví, protože umožnily společnostem absolvovat dálkové linky s velkým počtem cestujících.
První dvoumotorový proudový širokotrupý letoun byl Airbus A300. Kapacita širokotrupého čtyřmotorového Boeing 747 nebyla překonána až do roku 2007, kdy byl do provozu uveden evropský Airbus A380. Nejnovějšími širokotrupými letadly jsou Boeing 787 a Airbus A350, ty poprvé vzlétly v letech 2007 a 2010.

## Seznam
V současnosti existuje patnáct různých širokotrupých letounů pro cestující, přičemž sedm z nich je stále ve výrobě:
| Typ letounu    | Produkce  | Vyrobených kusů (listopad 2019) | Počet motorů | Max. vzlet. hmotnost (t) | Šířka (m) | Šířka v kabině (m) | Sezení v řadě (turistická třída)                                                     |
| -------------- | --------- | ------------------------------- | ------------ | ------------------------ | --------- | ------------------ | ------------------------------------------------------------------------------------ |
| Boeing 747     | 1968–2022 | 1557                            | 4            | 447,7                    | 6,50      | 6,10               | 3-4-3 (Lufthansa)                                                                    |
| MD DC-10       | 1971–1989 | 446                             | 3            | 259,5                    | 6,02      | 5,69               | 2-4-2 / 2-4-3 / 3-4-3                                                                |
| L-1011 TriStar | 1972–1985 | 250                             | 3            | 231,3                    | 6,02      | 5,77               | 2-4-2 (Trans World A.) / 2-5-2 (Saudia) /3-4-2 (BA)                                  |
| Airbus A300    | 1974–2007 | 561                             | 2            | 171,7                    | 5,65      | 5,28               | 2-4-2 (Lufthansa)                                                                    |
| Iljušin Il-86  | 1980–1994 | 106                             | 4            | 206                      | 6,08      | 5,70               | 3-3-3 (Aeroflot)                                                                     |
| Boeing 767     | 1981–     | 1173                            | 2            | 186,9                    | 5,03      | 4,72               | 2-3-2 (United Airlines) / 2-4-2 (Thomson Airways)                                    |
| Airbus A310    | 1983–1998 | 255                             | 2            | 164                      | 5,64      | 5,28               | 2-4-2 (ČSA)                                                                          |
| MD-11          | 1990–2001 | 200                             | 3            | 286                      | 6,02      | 5,69               | 2-5-2 3-4-3                                                                          |
| Iljušin Il-96  | 1992–2013 | 30                              | 4            | 216                      | 6,08      | 5,70               | 3-3-3 (Aeroflot)                                                                     |
| Boeing 777     | 1993–     | 1622                            | 2            | 351,5                    | 6,19      | 5,86               | 2-5-2 (AA) / 3-3-3 (United Airlines) / 3-4-3 (Emirates) / 2-4-3 (All Nippon Airways) |
| Airbus A340    | 1993–2011 | 377                             | 4            | 380                      | 5,64      | 5,28               | 2-4-2 (Etihad A.) / 3-3-3 (Air Asia)                                                 |
| Airbus A330    | 1994–     | 1484                            | 2            | 242                      | 5,64      | 5,28               | 2-4-2 (ČSA) / 3-3-3 (Air Asia)                                                       |
| Airbus A380    | 2005–2021 | 240                             | 4            | 560                      | 7,14      | 6,54               | 3-4-3 (Lufthansa)                                                                    |
| Boeing 787     | 2007–     | 918                             | 2            | 252,7                    | 5,76      | 5,49               | 2-4-2 (All Nippon A.) / 3-3-3 (United A.)                                            |
| Airbus A350    | 2010–     | 331                             | 2            | 268                      | 5,96      | 5,61               | 3-3-3 (Qatar A.)                                                                     |

## Uspořádání širokotrupých letounů

Porovnání průřezů širokotrupými letouny Airbus A380 a Boeing 747

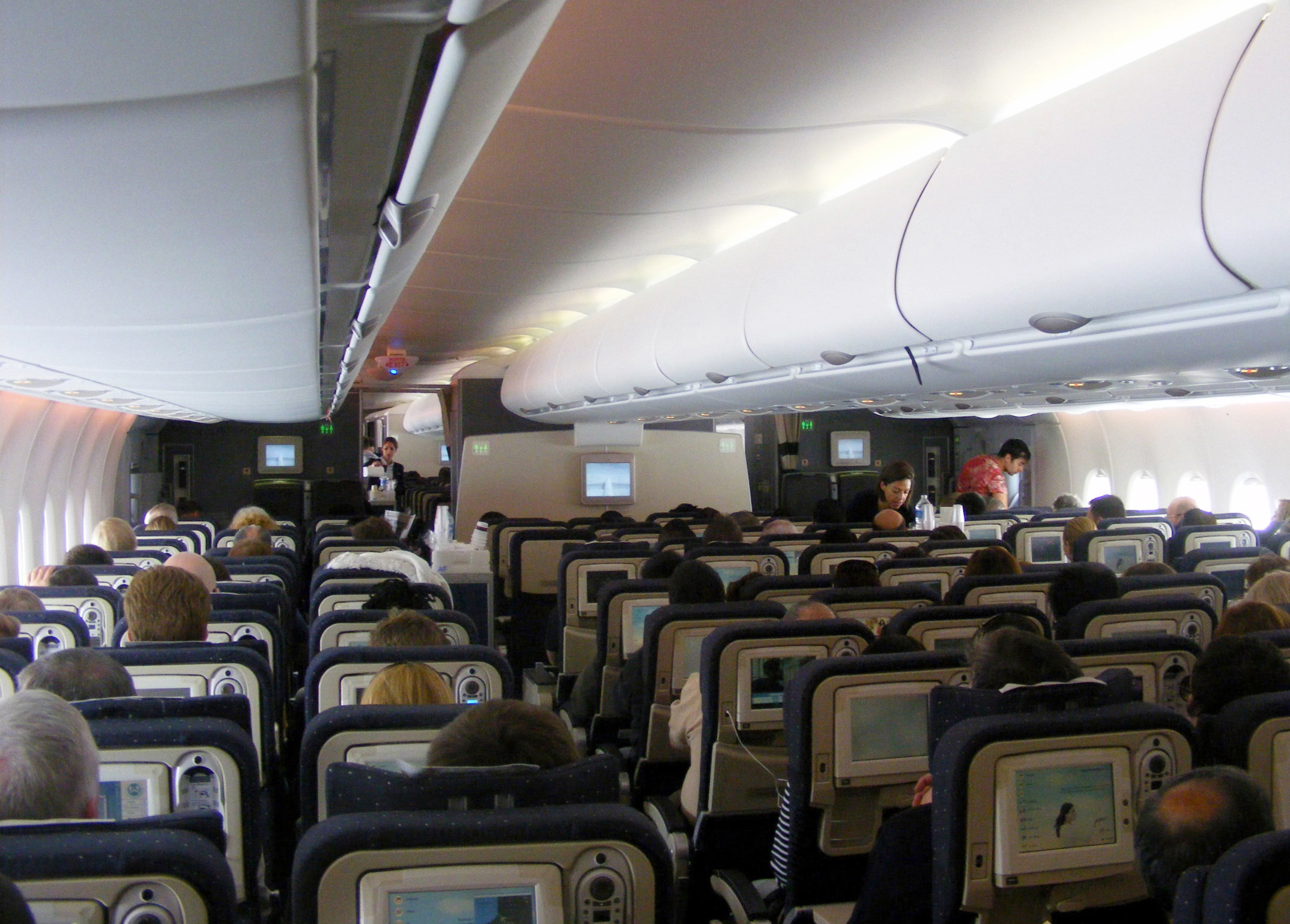
Kabina Air France Airbus A380

Veškeré možnosti uspořádání širokotrupých letounů v klasickém dopravním letadle, ekonomická třída (červenec 2016):

### 7 sedadel v řadě
160–260 pasažérů, sedačky uspořádány: 2-3-2

### 8 sedadel v řadě
250–380 pasažérů, sedačky uspořádány: 2-4-2

### 9 sedadel v řadě
350–480 pasažérů, sedačky uspořádány: 3-3-3 nebo 2-4-3

### 10 sedadel v řadě
350–480 pasažérů, sedačky uspořádány: 3-4-3